# The Little Things
"The Little Things" é uma canção da cantora norte-americana de pop Colbie Caillat. A canção foi extraída como terceiro single oficial de seu primeiro álbum de estúdio, intitulado Coco, lançado em 2007.

## Formatos e lista de faixas
U.S. single
1. "The Little Things" (Radio Edit) (C. Caillat, J. Reeves) - 3:35
2. "Magic" (Piano Version) (C. Caillat, J. Reeves) - 3:20

Dutch CD single
1. "The Little Things" (Album version) (C. Caillat, J. Reeves) 3:46
2. "Circles" (C. Caillat) - 3:54

iTunes France single
1. "Ces petits riens" (C. Caillat, J. Reeves) 3:46

## Charts
| Chart (2008)                                  | Melhor posição |
| --------------------------------------------- | -------------- |
| Dutch Top 40                                  | 23             |
| Austria Singles Chart                         | 63             |
| German Singles Chart                          | 51             |
| Slovak Airplay Chart                          | 24             |
| U.S. Billboard Bubbling Under Hot 100 Singles | 7              |
| U.S. Billboard Pop 100                        | 94             |